# Leptocera vittigera
Leptocera vittigera är en tvåvingeart som beskrevs av Richards 1980. Leptocera vittigera ingår i släktet Leptocera och familjen hoppflugor. Inga underarter finns listade i Catalogue of Life.